# Eric Gerets
Eric Gerets (ur. 15 maja 1954 w Rekem) – piłkarz belgijski grający na pozycji prawego obrońcy, a po zakończeniu kariery trener. Nosił przydomek "De Leeuw van Vlaanderen" ("Lew z Flandrii").

## Kariera klubowa

### Początki w Belgii
Gerets urodził się w małym mieście Rekem, leżącym w prowincji Limburgia. Piłkarską karierę także rozpoczynał w tej miejscowości, w amatorskim klubie o tej samej nazwie. Na początku lat 70. nastoletni wówczas Eric trafił do młodzieżowej drużyny Standardu Liège, jednej z najbardziej utytułowanych w kraju. Do pierwszego składu został włączony w 1971 roku, a 16 kwietnia 1972 zadebiutował w pierwszej lidze, w przegranym 0:1 meczu z KFC Diest. W tamtym sezonie był to jego jedyny mecz w lidze, a w kolejnym zagrał siedmiokrotnie. Dopiero w sezonie 1973/1974 Gerets stał się podstawowym zawodnikiem drużyny i wywalczył miejsce na prawej obronie Standardu. Z roku na rok był pewnym punktem zespołu, zdobywał bramki, ale pierwsze sukcesy osiągnął dopiero na początku lat 80. W 1979 roku trenerem klubu został słynny Austriak Ernst Happel, a w 1981 roku zespół z Geretsem w składzie sięgnął po Puchar Belgii. Po sezonie Happel odszedł, a jego miejsce zajął inny znany szkoleniowiec, Raymond Goethals. W 1982 roku wywalczył pierwsze od 11 mistrzostwo Belgii, a Gerets (31 meczów, 2 gole) spisywał się na tyle udanie, że otrzymał nagrodę „Złoty But” dla Najlepszego Piłkarza Sezonu 1981/1982. Rok później Goethals ponownie doprowadził klub z Liège do miana najlepszej drużyny Belgii, a w dorobek Erica w tamtym sezonie to 33 mecze i 2 gole.

### Pobyt w Milanie plus kontrowersje
Latem 1983 Geretsem zainteresowane były czołowe kluby Europy. Ostatecznie zawodnik trafił do włoskiego A.C. Milan, do którego ściągnął go ówczesny trener drużyny, Ilario Castagner. Gerets grał w pierwszym składzie i rozegrał w rundzie wiosennej 13 meczów w Serie A oraz zdobył jednego gola, jednak w 1984 roku wybuchł skandal. Okazało się wówczas, że w 1982 roku, gdy Standard zdobywał mistrzostwo kraju, przed ostatnim meczem sezonu doszło do przekupstwa graczy Thor Waterschei, a przede wszystkim kapitana zespołu, Rolanda Janssena. Jednym z winnych tej afery uznano Geretsa i zdyskwalifikowano go na rok.

### Holandia
Zimą 1985 Geretsowi minął okres zawieszenia i zawodnik wyjechał do Holandii by podpisać kontrakt z tamtejszym klubem MVV Maastricht. W MVV grał przez rok i doszedł do formy sprzed roku, co poskutkowało transferem do PSV Eindhoven w lipcu 1985. Do zespołu z Eindhoven ściągnął go ówczesny szkoleniowiec, Jan Reker i to pod jego wodzą Gerets wywalczył swój pierwszy w karierze tytuł mistrza Holandii. W 1987 roku już za trenerskiej kadencji Hansa Kraaya PSV znów zostało mistrzem, a latem po sezonie pierwszym trenerem mianowano dotychczasowego asystenta, Guusa Hiddinka. Już w 1988 roku zespół kolejny raz z rzędu został mistrzem kraju (zdobył także puchar), a także awansował do finału Pucharu Mistrzów. 25 maja na Neckarstadionie w Stuttgracie Holendrzy okazali się lepsi w serii rzutów karnych od SL Benfica, w czym duży udział miał także Gerets, będący już kapitanem zespołu. Dzięki temu osiągnięciu Eric został uznany Piłkarzem Roku w Belgii za rok 1988. Z PSV prawy obrońca jeszcze trzykrotnie zostawał mistrzem kraju w latach 1989, 1991 oraz 1992 oraz dwukrotnie krajowy puchar w latach 1989 i 1990. 3 maja 1992 Gerets rozegrał swój ostatni mecz w karierze, a PSV wygrało 5:0 z De Graafschap. Opuścił wówczas boisko w 65. minucie, żegnany owacją na stojąco przez kibiców PSV i zmieniony przez Berry'ego van Aerle. Był to zarazem ligowy mecz nr 200 w barwach klubu z Philips Stadion.

### Kariera w liczbach
| Sezon   | Klub           | Kraj     | Rozgrywki               | Mecze | Bramki |
| ------- | -------------- | -------- | ----------------------- | ----- | ------ |
| 1971/72 | Standard Liège | Belgia   | Eerste Klasse           | 1     | 0      |
| 1972/73 | Standard Liège | Belgia   | Eerste Klasse           | 7     | 0      |
| 1973/74 | Standard Liège | Belgia   | Eerste Klasse           | 30    | 1      |
| 1974/75 | Standard Liège | Belgia   | Eerste Klasse           | 37    | 5      |
| 1975/76 | Standard Liège | Belgia   | Eerste Klasse           | 34    | 6      |
| 1976/77 | Standard Liège | Belgia   | Eerste Klasse           | 31    | 1      |
| 1977/78 | Standard Liège | Belgia   | Eerste Klasse           | 25    | 0      |
| 1978/79 | Standard Liège | Belgia   | Eerste Klasse           | 33    | 3      |
| 1978/79 | Standard Liège | Belgia   | Eerste Klasse           | 27    | 3      |
| 1979/80 | Standard Liège | Belgia   | Eerste Klasse           | 27    | 3      |
| 1980/81 | Standard Liège | Belgia   | Eerste Klasse           | 29    | 0      |
| 1981/82 | Standard Liège | Belgia   | Eerste Klasse           | 31    | 2      |
| 1982/83 | Standard Liège | Belgia   | Eerste Klasse           | 33    | 2      |
| 1983/84 | AC Milan       | Włochy   | Serie A                 | 13    | 1      |
| 1984/85 | MVV Maastricht | Holandia | Eredivisie              | 12    | 0      |
| 1985/86 | PSV Eindhoven  | Holandia | Eredivisie              | 29    | 0      |
| 1986/87 | PSV Eindhoven  | Holandia | Eredivisie              | 30    | 1      |
| 1987/88 | PSV Eindhoven  | Holandia | Eredivisie              | 30    | 4      |
| 1988/89 | PSV Eindhoven  | Holandia | Eredivisie              | 31    | 1      |
| 1989/90 | PSV Eindhoven  | Holandia | Eredivisie              | 33    | 1      |
| 1990/91 | PSV Eindhoven  | Holandia | Eredivisie              | 24    | 0      |
| 1990/91 | PSV Eindhoven  | Holandia | Eredivisie              | 23    | 1      |
|         |                |          | Łącznie w Eerste Klasse | 318   | 23     |
|         |                |          | Łącznie w Serie A       | 13    | 1      |
|         |                |          | Łącznie w Eredivisie    | 212   | 8      |

## Kariera reprezentacyjna
W reprezentacji Belgii Gerets zadebiutował 27 września 1975 roku w przegranym 1:2 meczu z NRD. Rok później został wystąpił w ćwierćfinale Euro 76, jednak Belgia doznała klęski dwukrotnie przegrywając z Holandią 1:2 i 0:5.
W 1980 roku Gerets został powołany do kadry na Euro 80 odbywające się na boiskach Włoch. Na tym turnieju był podstawowym zawodnikiem zespołu i zagrał we wszystkich grupowych meczach, a w spotkaniu z Hiszpanią (2:1) zdobył pierwszego gola dla swojej drużyny. Wystąpił także w finale z RFN, jednak Belgowie nie sprostali Niemcom i przegrali 1:2.
W 1982 roku Gerets zaliczył swoje pierwsze mistrzostwa świata. W kwalifikacjach grał niemal w każdym meczu, ale na turnieju w Hiszpanii wystąpił tylko w pierwszej fazie grupowej, gdyż w ostatnim z nich, zremisowanym 1:1 z Węgrami doznał kontuzji i nie wystąpił już w spotkaniach drugiej fazy grupowej.
W 1986 roku selekcjoner Guy Thys po raz drugi powołał Erica na turniej mistrzostw świata. Na Mundialu w Meksyku Gerets z Thysem doprowadzili Belgów aż do półfinału. Tam Belgowie przegrali 0:2 z późniejszymi mistrzami świata, Argentyną, a w meczu o 3. miejsce zostali pokonani przez Francję (2:4 po dogrywce).
W 1990 roku Gerets po raz trzeci i ostatni znalazł się w drużynie na wielki turniej, a był to Mundial we Włoszech. 36-letni już wówczas zawodnik w drugim grupowym meczu z Urugwajem (3:1) dostał czerwoną kartkę i pauzował jeden mecz. Do gry wrócił na 1/8 finału, ale Belgowie doznali porażki 0:1 z Anglią i odpadli z turnieju.
Swój ostatni mecz w reprezentacji Gerets rozegrał 27 marca 1991, a Belgia zremisowała 1:1 z Walią. Łącznie przez blisko 16 lat rozegrał 86 meczów i zdobył 2 gole. Więcej meczów od niego w kadrze rozegrał wówczas tylko napastnik Jan Ceulemans.
Po zakończeniu kariery piłkarskiej Gerets został trenerem. W 1992 roku objął Club Liège, ale dopiero w 1994 roku trafił do pierwszej ligi do Lierse SK. Przez pierwsze dwa sezony nie osiągał z tym klubem sukcesów, ale w 1997 dość niespodziewanie wywalczył z nim mistrzostwo kraju i wtedy zaczęto go uważać za jednego z najlepszych szkoleniowców w kraju. Po sezonie odszedł jednak z Lier i został szkoleniowcem silniejszego Club Brugge i po 2 latach odzyskał mistrzowski tytuł dla klubu z Brugii. Z Brugge nie zdołał awansować do Ligi Mistrzów, a w lidze zajął 2. miejsce za Racingiem Genk i zrezygnował z pracy.
Latem 1999 Gerets został zatrudniony w PSV Eindhoven. Podobnie jak w czasach, gdy był zawodnikiem, osiągał z klubem z Eindhoven sukcesy. Już w 2000 roku wywalczył mistrzostwo kraju, a rok później, czyli w 2001 roku powtórzył ten sukces, a do tego latem dołożył superpuchar. W 2002 roku PSV straciło mistrzostwo na rzecz Ajaksu Amsterdam i fakt ten był jednym z powodów odejścia Belga ze stanowiska.
Gerets pozostawał bez pracy do września 2002 i wtedy objął 1. FC Kaiserslautern po Andreasie Brehme. Zespół zaczynał grać coraz lepiej i w efekcie czego Gerets uchronił 1. FCK przed degradacją z ligi. Sezon 2003/2004 również rozpoczął jako trener Kaiserslautern, jednak po serii słabszych meczów, 4 lutego 2004 zrezygnował ze stanowiska. Bez pracy pozostawał do kwietnia i wtedy został zatrudniony jako trener VfL Wolfsburg. Z zespołem zajął 10. miejsce w lidze, a w 2005. miejsce 9. i po sezonie ponownie zmienił miejsce pracy, tym razem stając się szkoleniowcem tureckiego Galatasaray SK, z którym w 2006 roku wywalczył mistrzostwo Turcji.
W 2007 roku Gerets został trenerem Olympique Marsylia.

## Sukcesy

### Jako piłkarz
- Mistrzostwo Belgii: 1982, 1983 ze Standardem
- Puchar Belgii: 1981 ze Standardem
- Mistrzostwo Holandii: 1986, 1987, 1988, 1989, 1991, 1992 z PSV
- Puchar Holandii: 1988, 1989, 1990 z PSV
- Puchar Mistrzów: 1988 z PSV
- Belgijski Złoty But: 1982
- Piłkarz Roku w Belgii: 1988
- Udział w MŚ: 1982, 1986, 1990
- Wicemistrzostwo Europy: 1980
- Udział w ME: 1976, 1980

### Jako trener
- Mistrzostwo Belgii: 1997 z Lierse, 1998 z Brugge
- Mistrzostwo Holandii: 2000, 2001 z PSV
- Superpuchar Holandii: 2001 z PSV
- Mistrzostwo Turcji: 2006 z Galatasaray